# Tornedalens flagga
Tornedalsflaggan (meänkieli: Meänflaku; finska: Meänmaan lippu) är flaggan för Tornedalen och hissades officiellt för första gången 15 juli 2007 på flaggstänger vid de före detta tullstationerna i svenska respektive finländska Övertorneå kommuner. Flaggan, som är ritad av Herbert Wirlöf, antogs av föreningen Meänmaa vid bildandet den 5 juni 2007 (§ 6, justerat protokoll). Den introducerades av föreningens ordförande, författaren Bengt Pohjanen, i samband med att föreningen Meänmaan-Tinkerit bildades och vid en högtidlig ceremoni på bron över Torneälven den 15 juli 2007. Flaggan har därefter fått spridning och blivit en symbol för människorna på båda sidor om gränsen. Även tornedalsföreningar i landet har antagit flaggan. Norrbottens läns landsting diskuterade flaggan vid konferens i Haparanda i juni 2008. STR-T, svenska tornedalingars riksförbund har vid årsmöte det 26 april 2008 anslutit sig till Meänmaaföreningens beslut att flaggdagen skall vara den 15 juli och införas i svenska kalendrar.
Flaggans proportioner är samma som för Estlands flagga; relationen mellan höjd och längd är 7:11. 
Färgerna är hämtade från Sveriges och Finlands flaggor. Färgerna i trikoloren representerar också "den klargula solen", "den vintervita nejden" och "den sommarblå himlen" (dem "man inte kan dela"). Flaggan saknar kors, "ty inga korsfarare vi varit".
Tornedalsflaggans dag infaller den 15 juli. Sedan 2015 finns den införd i Svenska Akademiens kalender som Tornedalingarnas dag och det är Svenska Tornedalingars Riksförbund-Tornionlaaksolaiset som äger rättigheterna till flaggan.